# Schoonenberg (landgoed)
Schoonenberg is een landgoed in de Noord-Hollandse gemeente Velsen. Het landgoed heeft een oppervlakte van ongeveer 40 hectare en maakt deel uit van Nationaal Park Zuid-Kennemerland. Landgoed Schoonenberg vormt één geheel met een aantal andere landgoederen, waaronder Lievendaal, Beeckestijn, Waterland en Velserbeek. In totaal hebben deze landgoederen een oppervlakte van ruim 175 hectare. In de jaren dertig van de 20e eeuw is een groot deel van het landgoed verloren gegaan door de bouw van een villawijk, die tegenwoordig behoort tot Velsen-Zuid.

## Buitenplaats
Van de oorspronkelijke buitenplaats Schoonenberg uit 1675 is vrijwel niets meer terug te vinden. Het hoofdgebouw van de buitenplaats werd in 1827 afgebroken. Het huidige hoofdgebouw bevat nog wel bouwelementen van het oorspronkelijke huis, maar werd in de negentiende eeuw gebouwd en is weer verbouwd.

## Sportpark Schoonenberg
Vóór de verbouwing van het stadion van voetbalclub Telstar in 2008, heette het stadion en het omliggende sportcomplex ook Schoonenberg. Voor de bouw van het stadion en de aanleg van de voetbalvelden is een deel van het eigenlijke landgoed Schoonenberg opgeofferd.
Beeckestijn · Duin en Kruidberg · Huis te Spijk (Hofgeest) · Schoonenberg · Velserbeek · Waterland · Watervliet